# Otto Seeck
Otto Karl Seeck, född 2 februari 1850 i Riga, död 29 juni 1921 i Münster, var en tysk historiker. 
Seeck blev extra ordinarie professor i Greifswald 1881, ordinarie professor där 1885 och i Münster 1907.